# Explosión nuclear pacífica
Las explosiones nucleares pacíficas (ENP) son explosiones nucleares realizadas con fines no militares. Los usos propuestos incluyen la excavación para la construcción de canales y puertos, la generación eléctrica, el uso de explosiones nucleares para conducir naves espaciales y como una forma de fracturación hidráulica de área amplia. Las ENP fueron un área de investigación desde finales de la década de 1950 hasta la década de 1980, principalmente en los Estados Unidos y la Unión Soviética . 
En Estados Unidos, se llevó a cabo una serie de pruebas en el marco del Proyecto Arado compartido. Algunas de las ideas consideradas incluyeron la explosión de un nuevo canal de Panamá, el uso de explosiones subterráneas para crear electricidad y una variedad de estudios geológicos. La mayor de las pruebas de excavación se llevó a cabo en la prueba nuclear de Sedan en 1962, que lanzó grandes cantidades de gas radiactivo al aire. A fines de la década de 1960, la oposición pública a Plowshare estaba aumentando, y un estudio de la economía de los conceptos en la década de 1970 sugirió que no tenían un uso práctico. Plowshare experimentó una disminución del interés desde la década de 1960 y fue cancelado oficialmente en 1977. 
El programa soviético comenzó unos años después de los esfuerzos de Estados Unidos y exploró muchos de los mismos conceptos en su programa Explosiones Nucleares para la Economía Nacional. El programa fue más extenso y finalmente condujo 239 explosiones nucleares. Algunas de estas pruebas también liberaron radiactividad, incluida una liberación significativa de plutonio en el agua subterránea y la contaminación de un área cerca del río Volga. Una parte importante del programa en los años setenta y ochenta fue el uso de bombas muy pequeñas para producir ondas de choque como una herramienta de medición sísmica, y como parte de estos experimentos, se utilizaron con éxito dos bombas para sellar pozos de petróleo explotados. El programa finalizó oficialmente en 1988. 
Como parte de los esfuerzos de control de armas en curso, ambos programas llegaron a ser controlados por una variedad de acuerdos. El más notable de estos es el Tratado de 1976 sobre explosiones nucleares subterráneas con fines pacíficos (Tratado ENP). El Tratado de Prohibición Completa de Pruebas Nucleares de 1996 prohíbe todas las explosiones nucleares, independientemente de si tienen fines pacíficos o no. Desde entonces, el tema se ha planteado varias veces, a menudo como un método para evitar el impacto de asteroides. 

## Tratado de Explosiones Nucleares Pacíficas
En el Tratado ENP, los signatarios acordaron: no llevar a cabo ninguna explosión nuclear individual que tenga un rendimiento superior a 150 kilotones de TNT equivalente; no llevar a cabo ninguna explosión grupal (que consta de varias explosiones individuales) con un rendimiento agregado superior a 1,500 kilotones; y no llevar a cabo ninguna explosión grupal que tenga un rendimiento agregado superior a 150 kilotones a menos que las explosiones individuales en el grupo puedan identificarse y medirse mediante procedimientos de verificación acordados. Las partes también reafirmaron sus obligaciones de cumplir plenamente con el Tratado de Prohibición Limitada de Pruebas de 1963. 
Las partes se reservan el derecho de llevar a cabo explosiones nucleares con fines pacíficos en el territorio de otro país si así lo solicitan, pero solo en cumplimiento total de las limitaciones de rendimiento y otras disposiciones del Tratado ENP y de acuerdo con el Tratado de No Proliferación Nuclear. 
Los artículos IV y V del Tratado ENP establecen los acuerdos de verificación acordados. Además del uso de medios técnicos nacionales, el tratado establece que la información y el acceso a los sitios de explosiones serán proporcionados por cada parte, e incluye un compromiso de no interferir con los medios y procedimientos de verificación. 
El protocolo del Tratado ENP establece los arreglos específicos acordados para garantizar que no se obtengan beneficios relacionados con las armas excluidos por el Tratado de Prohibición de Pruebas de Umbral llevando a cabo una explosión nuclear utilizada con fines pacíficos, incluidas las disposiciones para el uso del método de medición del rendimiento hidrodinámico, monitoreo sísmico e inspección in situ. 
La declaración acordada que acompaña al tratado especifica que una «aplicación pacífica» de una explosión nuclear subterránea no incluiría las pruebas de desarrollo de ningún explosivo nuclear.

## Estados Unidos: Operación Arado compartido

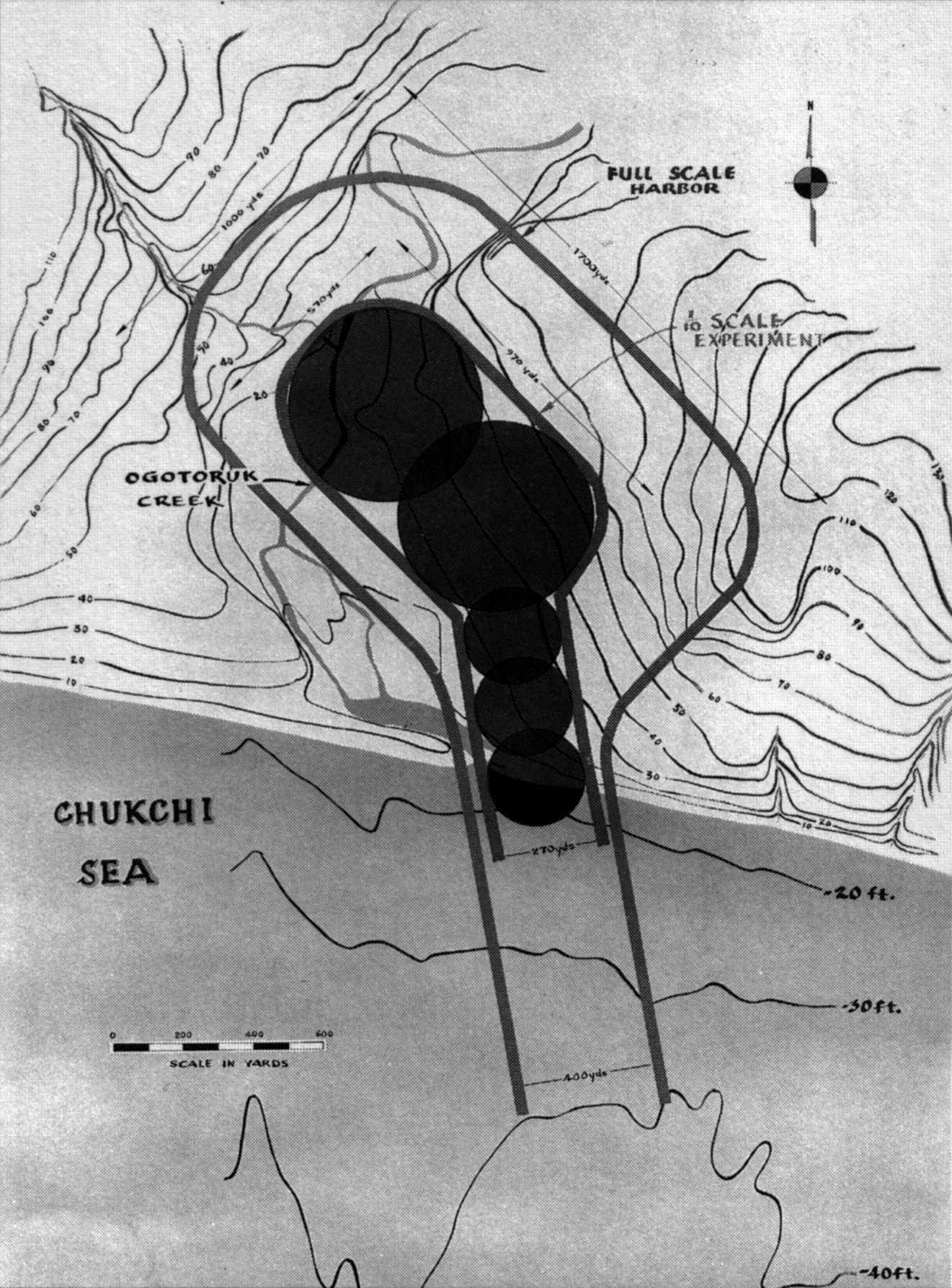
Uno de los esquemas de Chariot implicaba encadenar cinco dispositivos termonucleares para crear el puerto artificial.

Operación Plowshare fue el nombre del programa estadounidense para el desarrollo de técnicas para utilizar explosivos nucleares con fines pacíficos. El nombre fue acuñado en 1961, tomado de Miqueas 4: 3 ("Y él juzgará entre las naciones, y reprenderá a muchas personas; y golpearán sus espadas en rejas de arado, y sus lanzas en podaderas: la nación no se levantará espada contra nación, ni aprenderán más la guerra"). Veintiocho explosiones nucleares fueron detonadas entre 1961 y 1973. 
Una de las primeras propuestas estadounidenses de explosiones nucleares pacíficas que estuvo a punto de llevarse a cabo fue el Proyecto Chariot, que habría utilizado varias bombas de hidrógeno para crear un puerto artificial en Cape Thompson, Alaska. Nunca se llevó a cabo debido a las preocupaciones de las poblaciones nativas y al hecho de que el puerto tenía poco uso potencial para justificar su riesgo y gasto. También se habló de usar explosiones nucleares para excavar un segundo Canal de Panamá .
El mayor experimento de excavación tuvo lugar en 1962 en el sitio de pruebas de Nevada del Departamento de Energía. La prueba nuclear de Sedan realizada como parte de la operación Storax desplazó 12 millones de toneladas de tierra, creando el cráter artificial más grande del mundo, generando una gran lluvia nuclear sobre Nevada y Utah. Se realizaron tres pruebas para estimular la producción de gas natural, pero el esfuerzo se abandonó por poco práctico debido al costo y la contaminación radiactiva del gas.
Hubo muchos impactos negativos de las 27 explosiones nucleares de proyecto Plowshare. Por ejemplo, el sitio del Proyecto Gasbuggy, ubicado a 55 millas al este de Farmington, Nuevo México, todavía contiene contaminación nuclear de una sola explosión subterránea en 1967. Otras consecuencias incluyeron tierras arruinadas, comunidades reubicadas, agua contaminada con tritio, radioactividad y las consecuencias de los desechos arrojados a la atmósfera. Estos fueron ignorados y minimizados hasta que el programa se terminó en 1977, debido en gran parte a la oposición pública, después de que se gastaron USD$770 millones en el proyecto.  

## Unión Soviética: Explosiones Nucleares para la Economía Nacional
La Unión Soviética llevó a cabo un programa mucho más vigoroso de 239 pruebas nucleares, algunas con múltiples dispositivos, entre 1965 y 1988 bajo los auspicios del Programa N° 6: Empleo de tecnologías explosivas nucleares en interés de la economía nacional y el Programa N° 7: Explosiones Nucleares para la Economía Nacional . 
El programa inicial se modeló en la versión estadounidense, con los mismos conceptos básicos en estudio. Una prueba, la prueba de Chagan en enero de 1965, ha sido descrita como un "clon cercano" del disparo del Sedán estadounidense. Al igual que Sedan, Chagan también resultó en una gran nube de material radioactivo que se elevó a la atmósfera, con un estimado del 20 % de los productos de fisión con ella. La detección del penacho sobre Japón condujo a acusaciones por parte de los EE. UU. de que los soviéticos habían llevado a cabo una prueba sobre el terreno en violación del Tratado de Prohibición de Pruebas Parciales, pero estos cargos fueron retirados más tarde. 
El programa posterior y más extenso "Sondeo sísmico profundo" se centró en el uso de explosiones mucho más pequeñas para diversos usos geológicos. Algunas de estas pruebas se consideran operativas, no puramente experimentales. Estos incluyeron el uso de explosiones nucleares pacíficas para crear profundos perfiles sísmicos . En comparación con el uso de explosivos convencionales o métodos mecánicos, las explosiones nucleares permiten la recolección de perfiles sísmicos más largos (hasta varios miles de kilómetros).
Hay defensores para continuar los programas ENP en la Rusia moderna. Afirman que el programa ya se pagó solo, ahorró miles de millones de rublos a la URSS y podría ahorrar más si continuara. También dicen que es la única forma viable de apagar grandes chorros e incendios en depósitos de gas natural y la forma más segura y económicamente viable de destruir armas químicas . [cita requerida]
Sus oponentes, incluido el desacreditado Alexey Yablokov, afirman que todas las tecnologías ENP tienen alternativas no nucleares y que muchos ENP en realidad causaron desastres nucleares. 
Los informes sobre el uso exitoso soviético de explosiones nucleares en la extinción de incendios de pozos de gas fuera de control fueron ampliamente citados en las discusiones de política de Estados Unidos sobre las opciones para detener el derrame de petróleo Deepwater Horizon en el Golfo de México en 2010 .

## Otras naciones
Alemania consideró en un momento la fabricación de explosivos nucleares para fines de ingeniería civil. A principios de la década de 1970 se realizó un estudio de viabilidad para un proyecto para construir un canal desde el mar Mediterráneo hasta la depresión de Qattara en el Desierto Occidental de Egipto utilizando la demolición nuclear. Este proyecto propuso utilizar 213 dispositivos, con rendimientos de 1–1,5 megatones, detonados a profundidades de 100–500 m para construir este canal con el propósito de producir energía hidroeléctrica.
El Buda Indio, el primer dispositivo nuclear explosivo de la India, fue descrito por el gobierno indio como una explosión nuclear pacífica.
En Australia, se propuso la explosión nuclear como una forma de extraer mineral de hierro en Pilbara .

## Ingeniería civil y producción de energía.

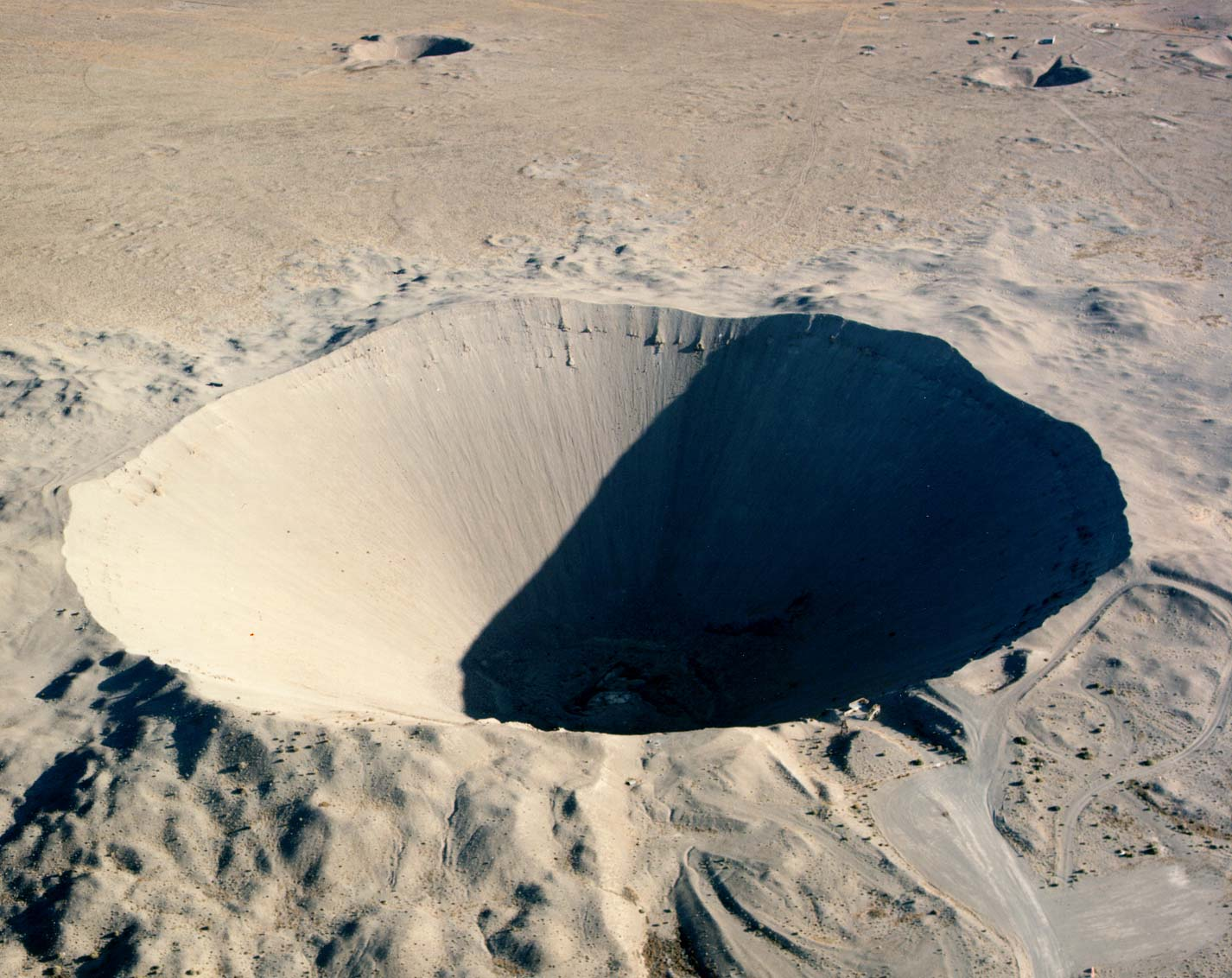
La prueba nuclear del sedán de 1962 formó un cráter de 100m (330 pies) de profundidad con un diámetro de aproximadamente 390m (1.300 pies) como un medio para investigar las posibilidades de usar explosiones nucleares pacíficas para el movimiento de tierra a gran escala. Si esta prueba se realizó en 1965, cuando se realizaron mejoras en el diseño del dispositivo, se consideró factible una reducción de 100 veces en la liberación de radiación. Los 140Kt liberados en el Chagan soviético (prueba nuclear), comparable en rendimiento a la prueba Sedan de 104Kt, formó el lago Chagan Según se informa, es utilizado como abrevadero para el ganado y la natación humana.

Además de su uso como armas, los explosivos nucleares han sido probados y utilizados, de manera similar a los explosivos químicos altos, para diversos usos no militares. Estos han incluido el movimiento de tierra a gran escala, la producción de isótopos y la estimulación y el cierre del flujo de gas natural . 
En el pico de la era atómica, Estados Unidos inició la operación Plowshare, que involucra "explosiones nucleares pacíficas". El presidente de la Comisión de Energía Atómica de los Estados Unidos anunció que el proyecto Ploughhare tenía la intención de "resaltar las aplicaciones pacíficas de los dispositivos explosivos nucleares y así crear un clima de opinión mundial que sea más favorable para el desarrollo y las pruebas de armas".    El programa Operation Plowshare incluyó 27 pruebas nucleares diseñadas para investigar estos usos sin armas desde 1961 hasta 1973. Debido a la incapacidad de los físicos de EE. UU. para reducir la fracción de fisión de los dispositivos nucleares de bajo rendimiento (aproximadamente 1 kilotón) que se habrían requerido para muchos proyectos de ingeniería civil, cuando se incluyeron los costos de limpieza y salud a largo plazo de los productos de fisión en el costo, prácticamente no hubo ventaja económica sobre los explosivos convencionales, excepto potencialmente para los proyectos más grandes.

Mapa de todas las rutas propuestas para una ruta de túnel y/o canal desde el mar Mediterráneo hasta la depresión de Qattara.
Ninguna ruta tenía menos de 55 kilómetros de longitud. Las investigaciones de corte de canal comenzaron con el disparo de salva con errores de la operación Crosstie en 1967.

El Proyecto de depresión de Qattara fue desarrollado por el profesor Friedrich Bassler durante su nombramiento en el ministerio de economía de Alemania Occidental en 1968. Presentó un plan para crear un lago sahariano y una central hidroeléctrica al volar un túnel entre el mar Mediterráneo y la depresión de Qattara en Egipto, un área que se encuentra debajo del nivel del mar. El problema central de todo el proyecto fue el suministro de agua a la depresión. Los cálculos de Bassler mostraron que cavar un canal o túnel sería demasiado costoso, por lo tanto, Bassler determinó que el uso de dispositivos nucleares explosivos para excavar el canal o túnel sería lo más económico. El gobierno egipcio se negó a seguir la idea.
La Unión Soviética llevó a cabo un programa mucho más exhaustivo que Plowshare, con 239 pruebas nucleares entre 1965 y 1988. Además, muchas de las "pruebas" se consideraron aplicaciones económicas, no pruebas, en el programa Explosiones Nucleares para la Economía Nacional .
Estos incluyeron una explosión de 30 kilotones que se utilizó para cerrar el pozo de gas urtabulak uzbeco en 1966 que había estado explotando desde 1963, y unos meses más tarde se usó un explosivo de 47 kilotones para sellar una explosión de mayor presión en el cercano campo de gas Pamuk .
Los dispositivos que produjeron la mayor proporción de su rendimiento a través de reacciones de solo fusión son posiblemente las explosiones nucleares pacíficas soviéticas de Taiga de la década de 1970. Sus registros públicos indican que el 98 % de su rendimiento explosivo de 15 kilotones se derivó de reacciones de fusión, por lo que solo 0.3 kilotones se derivaron de la fisión.
La detonación repetida de dispositivos nucleares bajo tierra en domos de sal, de una manera algo análoga a las explosiones que alimentan el motor de combustión interna de un automóvil (en que sería un motor térmico), también se ha propuesto como un medio de poder de fusión en lo que es llamado PACER . Otros usos investigados de explosiones nucleares pacíficas de bajo rendimiento fueron las detonaciones subterráneas para estimular, mediante un proceso análogo a la fracturación hidráulica, el flujo de petróleo y gas natural en formaciones estrechas; Esto se desarrolló principalmente en la Unión Soviética, con un aumento en la producción de muchas cabezas de pozo.

### Terraformación
En 2015, el empresario multimillonario Elon Musk popularizó un enfoque en el que el planeta frío Marte podría ser terraformado por la detonación de dispositivos termonucleares de alto rendimiento de fusión sobre las capas de hielo en su mayoría de hielo seco en el planeta. El plan específico de Musk no sería muy factible dentro de las limitaciones energéticas de los dispositivos nucleares fabricados históricamente (que varían en tm), por lo que requiere un gran avance para su consideración. En parte debido a estos problemas, el físico Michio Kaku (quien inicialmente presentó el concepto) sugiere usar reactores nucleares en la forma típica de calefacción urbana para producir biomas tropicales aislados en la superficie marciana.  

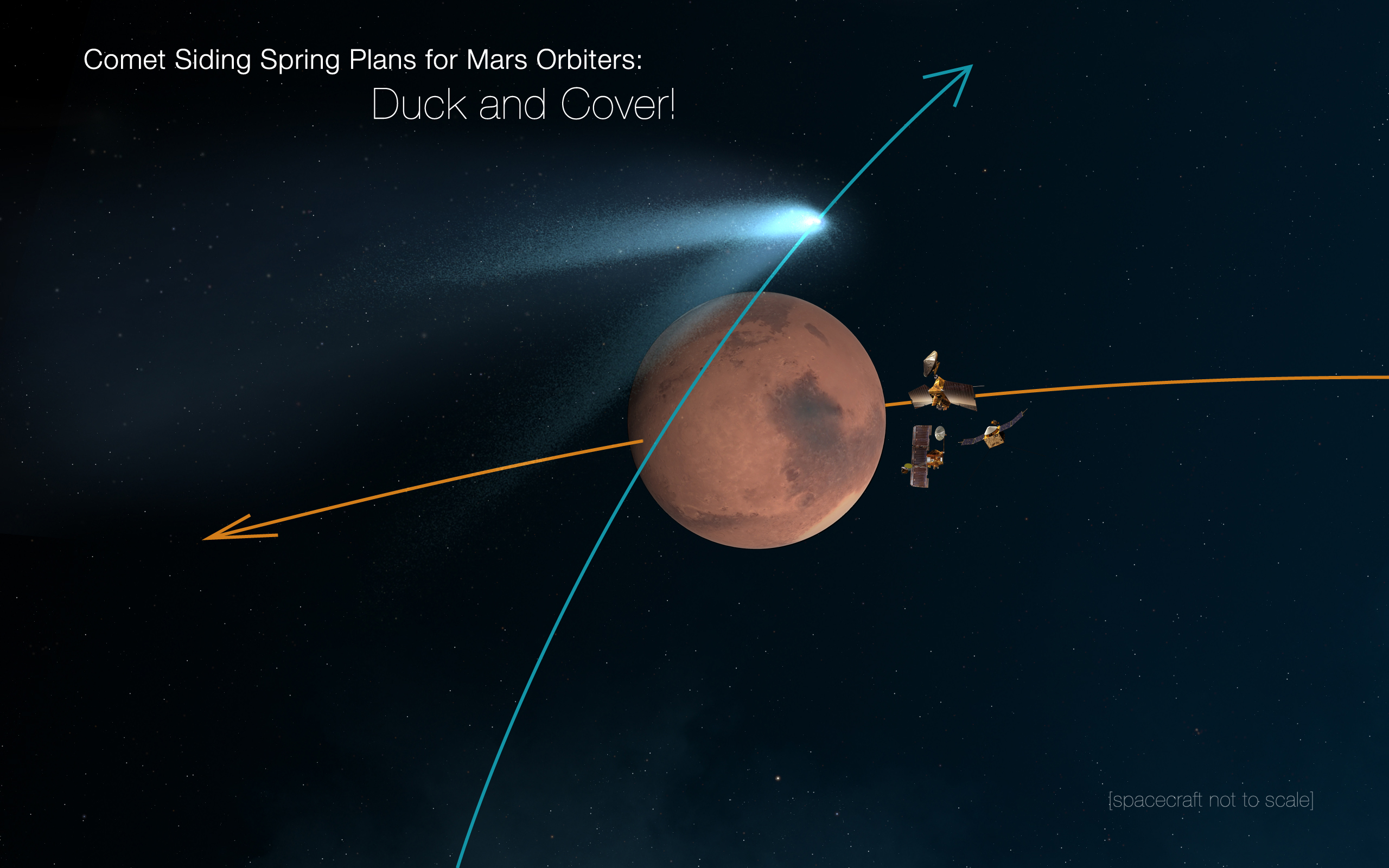
El cometa "Siding Spring" se acercó al planeta Marte en octubre de 2014.

Alternativamente, como las detonaciones nucleares son actualmente algo limitadas en términos de rendimiento alcanzable demostrado, el uso de un dispositivo explosivo nuclear listo para usar podría utilizarse para "empujar" un cometa de pastoreo marciano hacia un polo del planeta. El impacto sería un esquema mucho más eficiente para entregar la energía requerida, el vapor de agua, los gases de efecto invernadero y otros volátiles biológicamente significativos que podrían comenzar a terraformar rápidamente a Marte. Una de esas oportunidades ocurrió en octubre de 2014 cuando un cometa "una vez en un millón de años" (designado como C/2013 A1, también conocido como cometa "Siding Spring") llegó a 140,000km (87000 millas) de la atmósfera marciana .

## Física

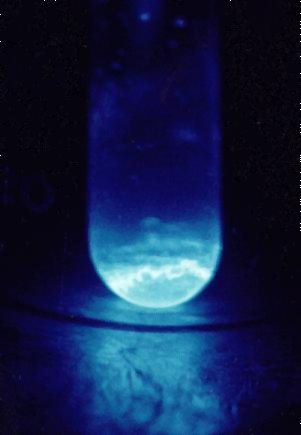
El elemento einstenio se descubrió por primera vez, en pequeñas cantidades, después del análisis de las consecuencias de la primera prueba atmosférica termonuclear.

El descubrimiento y la síntesis de nuevos elementos químicos por transmutación nuclear, y su producción en las cantidades necesarias para permitir el estudio de sus propiedades, se llevó a cabo en pruebas de dispositivos explosivos nucleares. Por ejemplo, el descubrimiento del einstenio y el fermio de corta duración, ambos creados bajo el intenso ambiente de flujo de neutrones dentro de explosiones termonucleares, siguió a la primera prueba del dispositivo termonuclear Teller-Ulam: Ivy Mike. La captura rápida de tantos neutrones necesarios en la síntesis de einstenio proporcionaría la confirmación experimental directa necesaria del llamado proceso R, las múltiples absorciones de neutrones necesarias para explicar la nucleosíntesis (producción) cósmica de todos los elementos químicos más pesados que el níquel en la tabla periódica en explosiones de supernovas, antes de la desintegración beta, con el proceso R explicando la existencia de muchos elementos estables en el universo.
La presencia mundial de nuevos isótopos de las pruebas atmosféricas a partir de la década de 1950 condujo al desarrollo en 2008 de una forma confiable de detectar falsificaciones de arte. Las pinturas creadas después de ese período pueden contener trazas de cesio-137 y estroncio-90, isótopos que no existían en la naturaleza antes de 1945. (Los productos de fisión se produjeron en el reactor de fisión nuclear natural en Oklo hace aproximadamente 1.700 millones de años, pero estos se desintegraron antes de la pintura humana más antigua conocida.)
Tanto la climatología como, en particular, la ciencia de los aerosoles, un subcampo de la ciencia atmosférica, se crearon en gran medida para responder a la pregunta de hasta dónde llegarían las consecuencias. De forma similar a los trazadores radiactivos utilizados en las pruebas de hidrología y materiales, la lluvia y la activación de neutrones del gas nitrógeno sirvió como un rastreador radiactivo que se usó para medir y luego ayudar a modelar las circulaciones globales en la atmósfera siguiendo los movimientos de los aerosoles.
Después de que se descubrieron los cinturones de Van Allen alrededor de la Tierra en 1958, James Van Allen sugirió que una detonación nuclear sería una forma de sondear el fenómeno magnético. Los datos obtenidos de los disparos de prueba del Proyecto Argus en agosto de 1958, una investigación de explosión nuclear a gran altitud, fueron vitales para la comprensión temprana de la magnetósfera de la Tierra.

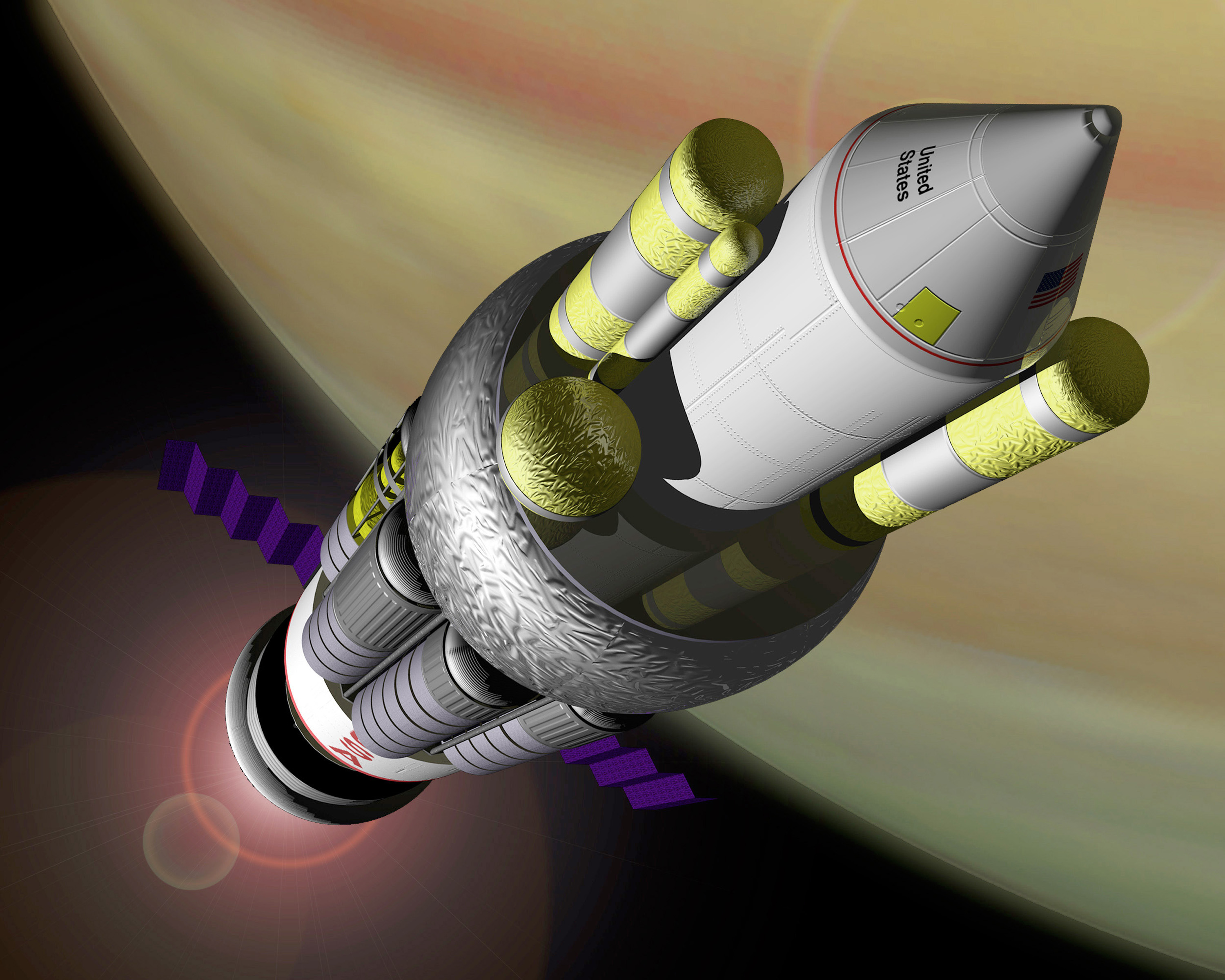
Una concepción artística del diseño de referencia de la NASA para la nave espacial Proyecto Orión impulsada por propulsión de pulso nuclear.

El físico nuclear soviético y ganador del Premio Nobel de la Paz, Andrei Sakharov, también propuso la idea de que los terremotos podrían mitigarse y los aceleradores de partículas podrían hacerse mediante el uso de explosiones nucleares,  con el último creado conectando un dispositivo explosivo nuclear con otro de sus inventos, el generador de compresión de flujo bombeado explosivamente, para acelerar los protones para colisionar entre sí para probar su funcionamiento interno, un esfuerzo que ahora se realiza a niveles de energía mucho más bajos con imanes superconductores no explosivos en el CERN. Sakharov sugirió reemplazar la bobina de cobre en sus generadores MK por un gran solenoide superconductor para comprimir magnéticamente y enfocar las explosiones nucleares subterráneas en un efecto de carga conformado . Teorizó que esto podría enfocar 1023 protones cargados positivamente por segundo en un 1mm² de superficie, luego se prevé hacer colisionar dos vigas de este tipo en forma desupercolisionador .
Los datos de explosivos nucleares subterráneos de disparos de prueba de explosiones nucleares pacíficas se han utilizado para investigar la composición del manto de la Tierra, de forma análoga a la práctica de exploración geofísica de prospección de minerales con explosivos químicos en sismología de reflexión de " sonido sísmico profundo ".
El proyecto A119, propuesto en la década de 1960, que, como explicó el científico de Apolo Gary Latham, habría sido la detonación de un dispositivo nuclear "pequeño" en la Luna para facilitar la investigación de su composición geológica. De forma análoga a la explosión de rendimiento relativamente bajo creada por la misión de Satélite de Observación y Detección del Cráter Lunar de prospección de agua (LCROSS), que se lanzó en 2009 y lanzó el impactador de energía cinética "Centauro", un impactador con una masa de 2,305kg (5.081lb), y una velocidad de impacto de aproximadamente 9000 kilómetros por hora (5592,3 mph), liberando el equivalente de energía cinética de detonar aproximadamente 2 toneladas de TNT (8.86 GJ). 

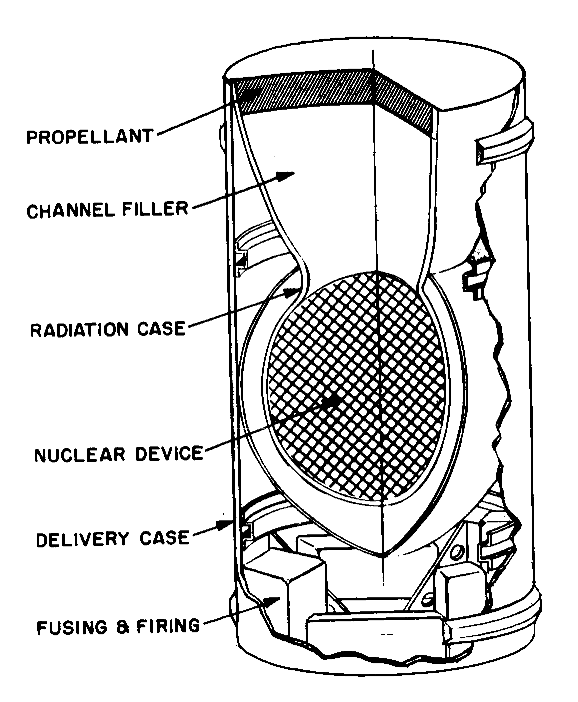
Un diseño de carga con forma nuclear que debía proporcionar propulsión de pulso nuclear al vehículo del Proyecto Orión.

## Uso de propulsión
El primer examen preliminar de los efectos de las detonaciones nucleares sobre diversos materiales metálicos y no metálicos, realizado en 1955 con la Operación Tetera, consistía en una cadena de esferas de material del tamaño de una pelota de baloncesto, dispuestas a distancias aéreas fijas, descendiendo desde la torre de tiro. En lo que fue una observación experimental sorprendente, sobrevivieron todas las esferas directamente dentro de la torre de tiro, con la mayor ablación observada en la esfera de aluminio ubicada a 60 pies del punto de detonación, estaban ligeramente por encima de 1 pulgada de material de superficie, estuvieron ausentes después de la recuperación .  Estas esferas a menudo se denominan "bolas de Lew Allen", después del gerente del proyecto durante los experimentos.
Los datos de ablación recopilados para diversos materiales y las distancias a las que se impulsaron las esferas, sirven como base para el estudio de propulsión de pulso nuclear, Proyecto Orion. El uso directo de explosivos nucleares, mediante el uso del impacto del plasma propulsor ablacionado de una carga con forma nuclear que actúa sobre la placa de empuje posterior de un barco, fue y sigue siendo estudiado seriamente como un posible mecanismo de propulsión . 
Aunque probablemente nunca alcanzará la órbita debido a la resistencia aerodinámica, el primer objeto macroscópico que obtuvo la velocidad orbital de la Tierra fue una «tapa de alcantarilla» impulsada por la detonación algo enfocada del disparo de prueba Pascal-B en agosto de 1957. El uso de un pozo subterráneo y un dispositivo nuclear para impulsar un objeto para escapar de la velocidad se ha denominado desde entonces un "pozo de truenos".

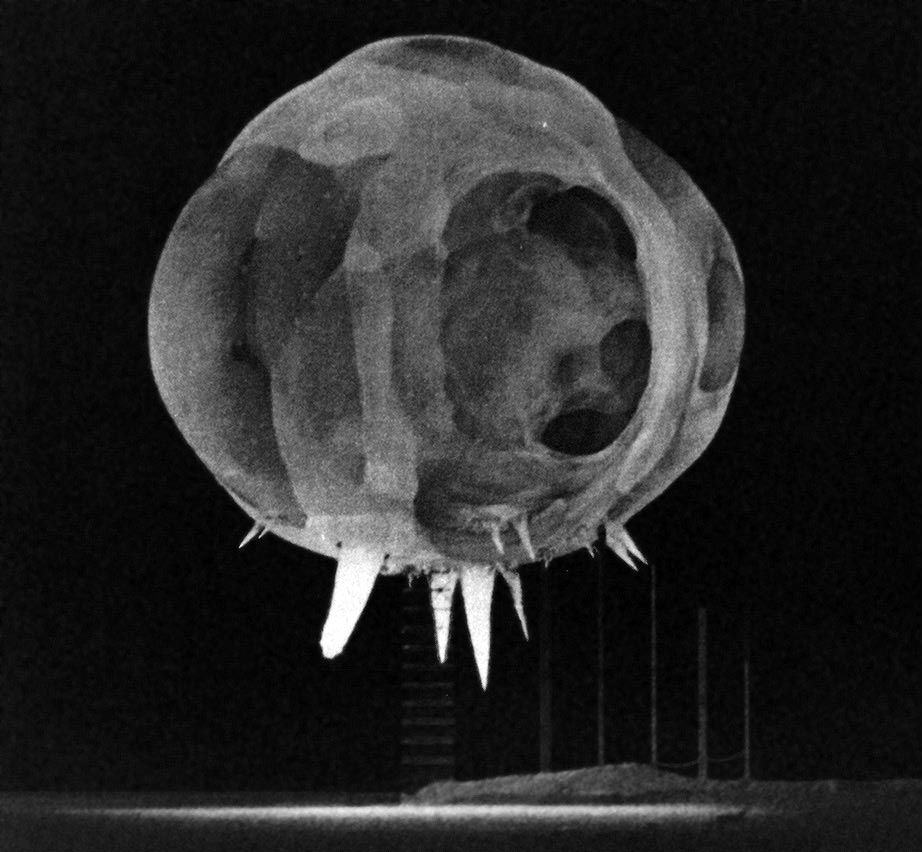
Los picos brillantes que se extienden por debajo de la bola de fuego inicial de uno de los disparos de prueba de la operación Tumbler-Snapper de 1952, se conocen como el "efecto truco de la cuerda". Son causados por el intenso destello de rayos X liberados por la explosión que calienta la torre y mantiene los cables de los individuos al rojo vivo. El proyecto Excalibur pretendía enfocar estos rayos X para permitir ataques a largas distancias.

En la década de 1970, Edward Teller popularizó el concepto de usar una detonación nuclear para alimentar un láser de rayos X blando bombeado explosivamente como un componente de un escudo de defensa antimisiles balísticos conocido como Proyecto Excalibur . Esto creó docenas de rayos de rayos X altamente enfocados que causarían la ruptura del misil debido a la ablación con láser . 
La ablación con láser es uno de los mecanismos de daño de un arma láser, pero también es uno de los métodos investigados detrás de la propulsión láser pulsada destinada a naves espaciales, aunque generalmente se acciona mediante matrices láser de bombeo convencional. Por ejemplo, las pruebas de vuelo en tierra realizadas por el profesor Leik Myrabo, utilizando un banco de pruebas de láser pulsado no nuclear y con alimentación convencional, levantaron con éxito una nave ligera de 72 metros de altitud mediante un método similar a la propulsión láser ablativa en 2000.
Se calcula que un potente sistema de rayos X blandos basado en un sistema solar, ultravioleta y láser, es capaz de impulsar una nave espacial interestelar, según el principio de la vela ligera, al 11% de la velocidad de la luz . En 1972 también se calculó que un láser de rayos X de 1 Teravatio, de 1 km de diámetro con 1 longitud de onda angstrom incidiendo en una vela de 1 km de diámetro, podría impulsar una nave espacial a Alpha Centauri en 10 años.

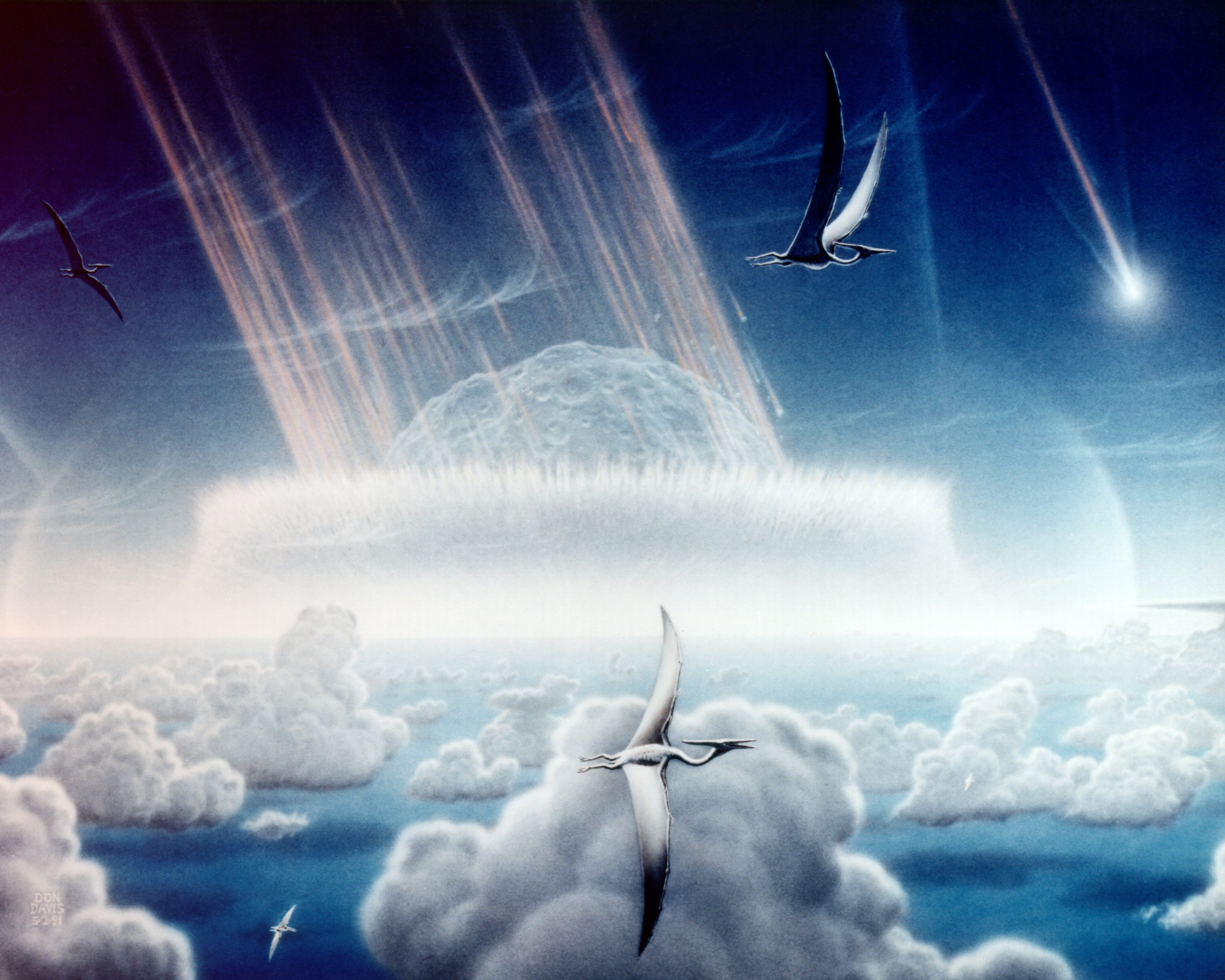
Impresión artística del evento de impacto que resultó en el evento de extinción Cretáceo-Paleógeno, que mató a los dinosaurios hace unos 65 millones de años. Un impacto natural con un rendimiento explosivo de 100 teratones de TNT. La explosión artificial más poderosa, la Zar Bomba, en comparación tuvo un rendimiento casi 2 millones de veces menor: 57 megatones de TNT Los impactos del Cometa Zapatero-Levy 9 en 1994 en el planeta Júpiter y las colisiones Tunguska y Cheliábinsk Tierra en 1908 y 2013 respectivamente, han servido como un ímpetu para el análisis de tecnologías que podrían prevenir la destrucción de la vida humana por eventos de impacto.

## Evitar el impacto de asteroides
Un medio propuesto para evitar que un asteroide impacte con la Tierra, suponiendo tiempos de espera cortos entre la detección y el impacto en la Tierra, es detonar uno o una serie de dispositivos nucleares explosivos, en, dentro o en una orientación de proximidad de distancia con el asteroide (con el último método que ocurre lo suficientemente lejos de la amenaza entrante para evitar la posible fractura del objeto cercano a la Tierra, pero lo suficientemente cerca como para generar un efecto de ablación láser de alto empuje).
 

Un análisis de la NASA  de 2007 de las estrategias para evitar el impacto utilizando diversas tecnologías declaró: 
 Se considera que las explosiones nucleares en suspensión son 10 a 100 veces más efectivas que las alternativas no nucleares analizadas en este estudio. Otras técnicas que involucran el uso superficial o subterráneo de explosivos nucleares pueden ser más eficientes, pero corren un mayor riesgo de fracturar el objeto objetivo cercano a la Tierra. También conllevan mayores riesgos de desarrollo y operaciones. 

## Libros
- Revisión del libro de 1968 del OIEA: Los usos constructivos de las explosiones nucleares por Edward Teller.
- "La contención de explosiones nucleares subterráneas", Director del proyecto Gregory E van der Vink, Congreso de Estados Unidos, Oficina de Evaluación de Tecnología, OTA-ISC-414, (octubre de 1989).